# Josiah Begole
Josiah Williams Begole, född 20 januari 1815 i Groveland, New York, död 5 juni 1896 i Flint, Michigan, var en amerikansk politiker. Han representerade delstaten Michigans sjätte distrikt i USA:s representanthus 1873–1875. Han var guvernör i Michigan 1883–1885.
Begole var ättling till franska hugenotter som hade flytt religiös förföljelse på 1700-talet. Fadern William deltog i 1812 års krig. Josiah Begole arbetade först som lärare, sedan som jordbrukare i Flint och gifte sig 1839 med Harriet A. Miles.
Begole gick med i Republikanska partiet och blev invald i representanthuset i kongressvalet 1872. Två år senare kandiderade han utan framgång till omval. Han bytte senare parti till Demokratiska partiet och vann guvernörsvalet i Michigan 1882. I det valet nominerades han förutom för demokraterna även av Greenbackpartiet. I guvernörsvalet 1884 besegrades Begole av republikanen Russell A. Alger. Begole, som profilerade sig som anhängare av kvinnlig rösträtt, avled 1896 och han gravsattes på Glenwood Cemetery i Flint.